# سیاست تطبیقی
سیاست تطبیقی یا سیاست همسنجشی رشته و روشی است که در علم سیاست مورد استفاده قرار می‌گیرد. مشخصه آن داشتن رویکرد تجربی مبتنی بر روشی تطبیقی است. ارند لیجفارت چنین استدلال می‌کند که در سیاست تطبیقی تمرکز اصلی بر خود سیاست نیست، بلکه بیشتر روشی است که بر چگونگی تجزیه و تحلیل کردن تمرکز دارد و نه بر این که چه چیزی مورد تجزیه و تحلیل قرار می‌گیرد. به عبارت دیگر، سیاست تطبیقی بر اساس موضوعی که در آن مورد مطالعه قرار می‌گیرد، تعریف نمی‌شود بلکه بر اساس روشی که پدیده‌های سیاسی را مطالعه می‌کند، مشخص می‌شود. پیتر میر و ریچارد رز تعریف نسبتاً متفاوتی را ارائه می‌کنند چنین استدلال می‌کنند که سیاست تطبیقی بر اساس ترکیبی از تمرکز اساسی بر مطالعه نظام سیاسی کشورها و روش تعیین و توضیح شباهت‌ها و تفاوت‌ها در استفاده این کشورها از مفاهیم مشترک تعریف می‌شود. رز اظهار می‌دارد که در تعریف او تمرکز صراحتاً یا ضمناً بر بیش از یک کشور است بنابراین این رویکرد مشابه از علم سیاست را می‌توان در مقایسه‌هایی که در داخل کشورها صورت می‌گیرد نیز استفاده کرد. از نظرروش‌شناسی، مقایسه با استفاده از مفاهیمی که در بیش از یک کشور قابل اجرا است، انجام می‌گیرد.
سیاست تطبیقی هنگامی که در زمینهٔ مطالعهٔ خاصی مورد استفاده قرار می‌گیرد، ممکن است با نام‌های دیگر مانند دولت تطبیقی (مطالعه مقایسه‌ای از اشکال دولت) یا سیاست خارجی تطبیقی (مقایسه سیاست خارجی کشورهای مختلف به منظور ایجاد ارتباط‌های تجربی کلی بین ویژگی‌های دولت و ویژگی‌های متعدد سیاست خارجی‌اش)
گاهی به ویژه در ایالات متحده، اصطلاح سیاست تطبیقی برای اشاره به سیاست کشورهای خارجی به کار می‌رود. اگرچه این استفاده از این اصطلاح اغلب نادرست به نظر می‌رسد.
علم سیاست تطبیقی به عنوان یک اصطلاح عمومی برای یک رشته مورد مطالعه، در تضاد با روش مطالعه، می‌تواند به عنوان کار اضافی دیده می‌شود. امر سیاسی تنها زمانی سیاسی است که مقایسه آشکار یا ضمنی انجام گیرد. مطالعه یک واحد سیاسی، اعم از جامعه، خرده فرهنگ یا دوره، نشان می‌دهد که یک امر سیاسی را به عنوان یک واقعیت بی‌خردانه ساده و بدون مقایسه با دیگر جوامع، خرده فرهنگ‌ها، یا دوره‌ها نشان می‌دهد.

## روش‌شناسی
روش تطبیقی -همراه با روش تجربی، روش آماری و روش مطالعه موردی- یکی از چهار روش علمی اساسی است که می‌تواند برای آزمایش اعتبار گزاره‌های نظری، اغلب با استفاده از داده‌های تجربی مورد استفاده قرار گیرد به عنوان مثال برای ایجاد روابط بین دو یا چند متغیر تجربی یا مفاهیم در حالی که همه متغیرهای دیگر ثابت است، این روش مورد استفاده قرار می‌گیرد. به‌طور خاص روش تطبیقی، عموماً وقتی که هیچ‌کدام از روش‌های تجربی و آماری نمی‌توانند استفاده شوند به کار می‌رود. از دیگر طرف، روش تجربی به ندرت در علم سیاست می‌تواند استفاده شود، از طرف دیگر، روش آماری در مورد بررسی تعداد زیادی از نمونه‌ها، متضمن دستکاری ریاضی داده‌های کمی است، در حالی که در تحقیقات سیاسی، به هنگام بررسی تعداد کمی از نمونه‌ها باید رفتار متغیرهای کیفی مورد تجزیه و تحلیل قرار گیرد. روش مطالعه موردی، طبق تعریف بالا نمی‌تواند یک روش علمی محسوب شود. اگرچه در به دست آوردن اطلاعات دربارهٔ موارد تنها می‌تواند مفید واقع شود که در آن صورت در روش مطالعه تطبیقی می‌تواند در انجام مقایسات مورد استفاده قرار بگیرند.

### راهبردهای تطبیقی
چندین راهبرد در تحقیقات تطبیقی می‌تواند به کار رود.
- طراحی نظام‌های دارای بیشترین تشابه/ معیار تفاوت جان استوارت میل: این نظریه بر مقایسه موارد بسیار مشابه که تنها در متغیرهای وابسته تفاوت دارند، تأکید دارد. در این فرض که این روش یافتن متغیرهای مستقل را آسان‌تر می‌نماید که وجود یا عدم وجود متغیر وابسته را توضیح می‌دهد. طراحی نظام‌های دارای بیشترین تشابه بسیار مثمر ثمر است؛ زیرا این روش موارد مشابه را مقایسه می‌کند همه متغیرهای نامرتبط و سردرگم‌کننده دیگر را در جریان تحقیق ثابت نگه می‌دارد. در یک مفهوم اساسی، طراحی نظام‌های دارای بیشترین تشابه، با بررسی متغیرهای مشابه بین ابژه‌ها شروع می‌شود و در تلاش است تا بفهمد چرا نتیجه بین سوژه‌های مختلف متفاوت است. نقص اصلی که دربارهٔ این روش گفته شده‌است این است که وقتی که کشورهای مورد مقایسه، چون تنها تعداد محدودی هستند، همه شاخص‌های بالقوه مورد نظر نمی‌توانند با هم ثابت نگه داشته شوند. به عنوان مثال، علی‌رغم وجود متغیرهای بسیار، تنها تعداد محدودی از این موارد هستند که اعمال می‌شوند. دو راه برای به کاربردن روش طراحی نظام‌های دارای بیشترین تشابه وجود دارد. راه اول کاربرد سخت گیرانه و راه دوم به کار بردن سهل انگارانه آن است. کاربرد سخت گیرانه این روش حاکی از آن است که محقق کشورهای متنوعی را انتخاب کرده‌است که متغیرهای مشابه زیادی دارند. این روش همچنین کنترل متغیرها نیز نامیده می‌شود و تفاوت نمونه‌ها با یکدیگر تنها در یک متغیر مستقل تنها است. کاربرد سهل انگارانه در موارد مشابه با روش قبلی استفاده می‌شود ولی محقق کشورهایی را برمی‌گزیند که مشخصه‌های مشابهی دارند اما این مشخصه‌ها کاملاً با مجموعه متغیرها یکسان نیستند. به دلیل پیچیدگی بسیاری از متغیرها در خیلی از موارد روش دوم در رابطه با روش طراحی نظام‌های دارای بیشترین تشابه به کار می‌رود.[۱۲]
- طراحی نظام‌های دارای بیشترین تفاوت/ معیار شباهت جان استوارت میل: این روش شامل مواقعی است که موارد بسیار متفاوتی با هم مورد مقایسه قرار می‌گیرند، اگرچه همه آن‌ها در متغیرهای وابسته مشترک هستند؛ بنابراین هر حالت دیگری که در زمان تحقیق وجود دارد، می‌تواند به عنوان متغیر مستقل در نظر گرفته شود. طراحی نظام‌های دارای بیشترین تفاوت با طراحی نظام‌های دارای بیشترین شباهت از نظر نقطه توجه و این واقعیت که در مورد یک متغیر دقیق به کار نمی‌رود، دارای تفاوت است. طراحی نظام‌های دارای بیشترین تفاوت از تفاوت‌های بین کشورها به جای شباهت‌های بین آن‌ها به عنوان متغیر استفاده می‌کند؛ زیرا جامعه شناسان دریافته‌اند که تفاوت‌های بین کشورها شباهت‌های ممکن آن‌ها را در صورت وجود توضیح نمی‌دهند. ایده اصلی تر طراحی نظام‌های دارای تفاوت این است که در مواردی که دارای متغیرهای متفاوت است و تلاش می‌کند تا دریابد که چرا نتایج بین آن‌ها در پایان مشابه است. در هنگام استفاده از روش طراحی نظام‌های دارای بیشترین تفاوت به عنوان یک روش تحقیق تطبیقی، دانشمندان به اثر متقابل بین نظام‌ها در کشورها توجه دارند و سپس بعد از این که همهٔ داده‌ها جمع‌آوری شدند، نتایج بین نظام‌های متفاوت مورد مقایسه قرار می‌گیرد. اگر نتایجی که از این تحقیق به دست آمده‌است با یکدیگر متفاوت باشد، محقق باید روش تحقیق خود را به روش طراحی نظام‌های دارای بیشترین تفاوت تغییر دهد. به هنگام استفاده از روش طراحی نظام دارای بیشترین تشابه به عنوان یک روش تحقیق تطبیقی یک متغیر مستقل و وابسته وجود دارد که شناسایی می‌شوند، به ویژه متغیر وابسته موردی است که در همه سوژه‌های تحقیق مشترک است و متغیر مستقل که ویژگی متفاوت بین سوژه‌های تحقیق خواهد بود. طراحی نظام دارای بیشترین تشابه در یافتن نقطه تفاوت میان شباهت‌های مشخص و محکم است، اما طراحی نظام دارای بیشترین تفاوت متغیرهای زیادی ندارد و تنها بریافتن یک شباهت یا تفاوت بین یک گزینش وسیع از نظام‌ها تأکید دارد.[۱۲]

## کارهای عمده در سیاست‌های تطبیقی
- ارسطو

ارسطو در دستاورد خود سیاست، قانون اساسی‌های مختلف را با معرفی یک نوع‌شناسی معروف بر اساس دو معیار مقایسه کرده‌است. یکی از این دو معیار تعداد حاکمان (یکی، چند نفر یا تعداد زیادی) هست و دیگری ماهیت رژیم سیاسی (خوب یا فاسد) می‌باشد؛ بنابراین او شش نوع متفاوت از قانون اساسی را از هم متمایز می‌نماید: پادشاهی، اشراف سالاری و حکومت (انواع خوب) در مقابل استبداد، نخبه سالاری و دموکراسی (انواع فاسد)
- مونتسکیو

روح‌القوانین
- الکسیس د توکویل

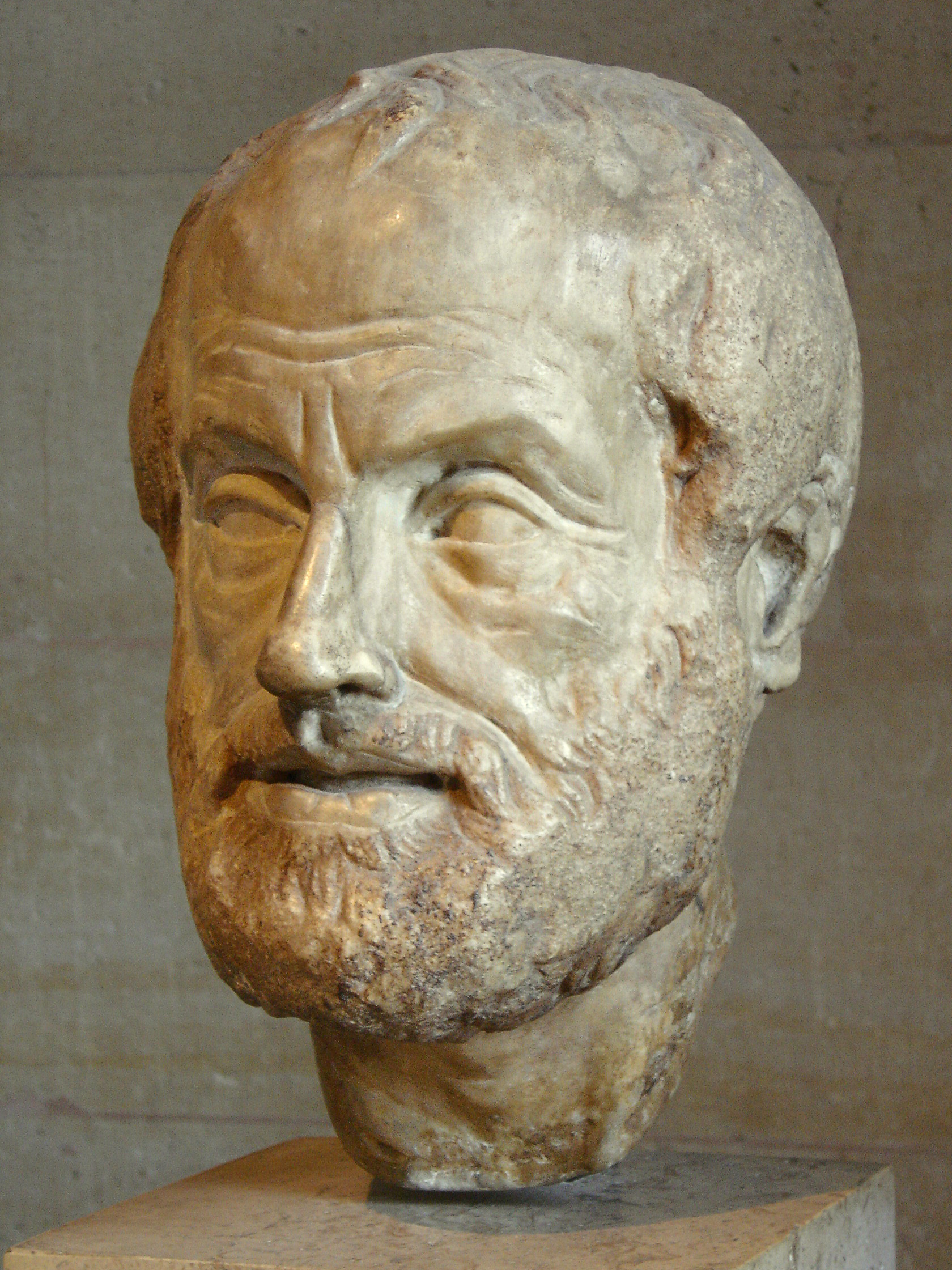
سردیسی مرمر از ارسطو که توسط لیسیپوس ساخته شده‌است.

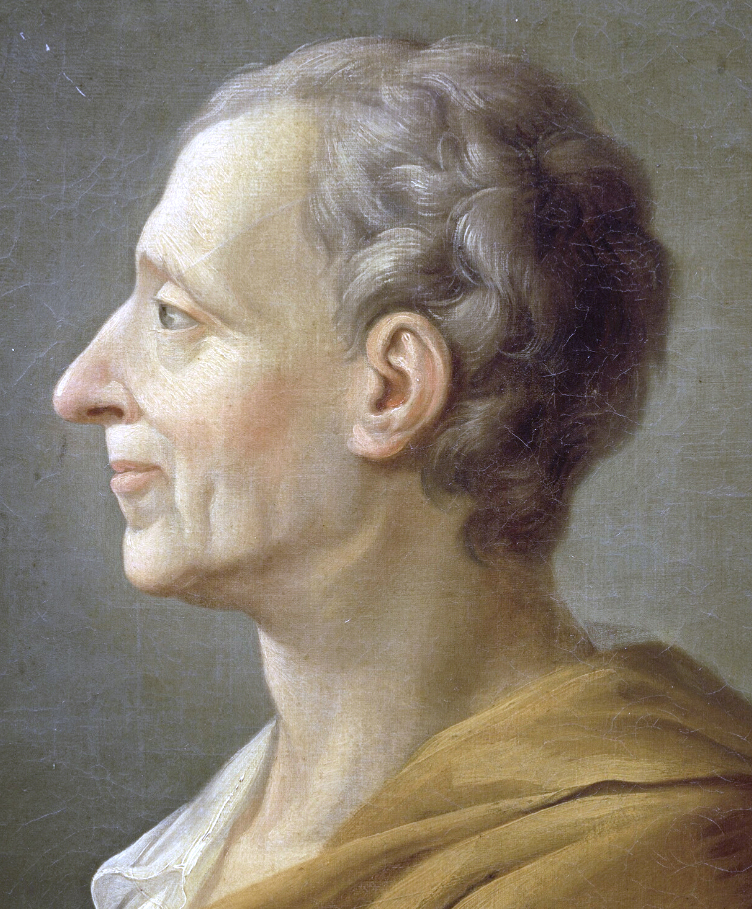
نمایه‌ای از مونتسکیو

تحلیل دموکراسی در آمریکا و نظام قدیمی و انقلاب فرانسه
- جیمز سی. اسکات

هنر حکومت نشدن
- برینگتون مور

مور در کتاب ریشه‌های اجتماعی دیکتاتوری و دموکراسی: لرد و دهقانان را در ساختن دنیای مدرن (۱۹۶۶) و انقلاب‌ها را در کشورهایی مانند انگلستان، روسیه و ژاپن با یکدیگر مقایسه می‌کند. تز او این است که انقلاب‌های توده‌ای، نخبگان جامعه را از شرکت در اداره جامعه محروم می‌کند و منجر به کمونیسم می‌شود و آن انقلاب‌هایی که تنها نخبگان در آن شرکت کنند منجر به فاشیسم می‌شود؛ بنابراین تنها انقلاب‌هایی که به وسیله بورژوازی شکل می‌گیرد منجر به دولت داری دموکراتیک می‌شود. برای مورد دورافتاده هند، روش‌های امپراتوری مغول، حکومت سلطنتی بریتانیا و نظام کاستی یا طبقه‌ای اشاره شد.
- گابریل الموند و سیدنی وربا

الموند و وربا در کتاب خود، فرهنگ مدنی، اولین بررسی و مطالعه نگرش‌ها در بین ملت‌ها به صورت عمده را آغاز کردند تا نقش فرهنگ سیاسی را در حفظ ثبات نظام‌های دموکراتیک تعیین کنند.
- ساموئل پی. هانتینگتن

موج سوم و نظم سیاسی در جوامع در حال گذار
- رابرت ای. دال

چندرهبری
- ارند لیجفارت

الگوهای دموکراسی (۱۹۹۹)، مطالعه جامع دموکراسی‌های موجود در دنیا
- سیمور مارتین لیپست

انسان سیاسی: مبانی اجتماعی سیاست (۱۹۶۰)
- جیووانی سارتوری

احزاب و نظام‌های حزبی
- جول میگدال

جوامع قوی و دولت‌های ضعیف
- تدا اسکاچپل

در کتاب دولت‌ها و انقلاب‌های اجتماعی: یک تجزیه و تحلیل تطبیقی فرانسه، روسیه و چین، تدا اسکاچپل انقلاب‌های کبیر فرانسه، روسیه و چین را با هم مقایسه می‌کند. سه رخدادی که از اساس با هم مشابه بودند در سه بستر کاملاً متفاوت به وقوع پیوستند. هدف اسکاچپل این بود که شباهت‌های ممکن را که شاید به توضیح پدیده انقلاب سیاسی کمک کنند، را بیابد. از این دیدگاه، این کار مثال خوبی را از تحقیقی که طبق روش طراحی نظام‌های دارای بیشترین تفاوت انجام شده‌است را ارائه می‌کند.
- رابرت دی. پوتنام

کتاب به کار بستن دموکراسی (۱۹۹۳)، کار عمده‌ای در ارزیابی این مسئله که چرا برخی از دولت‌های دموکراتیک موفق می‌شوند و برخی شکست می‌خورند را انجام داده که بر اساس مطالعه دولت‌های محلی ایتالیایی انجام گرفته‌است.